# Test de compression d'Apley
 (décembre 2020).
Pour l’article homonyme, voir Apley.
Le Grinding Test d'Apley, ou test de compression d'Apley, est une manœuvre utilisée durant l'examen clinique de l'appareil locomoteur à la recherche d'une lésion méniscale du genou. Il s'accompagne d'une seconde manœuvre, le test de distraction d'Apley, réalisée dans les mêmes conditions à la recherche d'une lésion des ligaments collatéraux ou de la capsule articulaire. 
Ces manœuvres sont à réaliser devant : 
- Douleur aiguë de genou, notamment faisant suite à un mouvement forcé en se relevant d'une position accroupie, ou lors d'une rotation externe en charge.
- Épisodes itératifs de douleur de genou aiguë, accompagnés ou non d'un épanchement.
- Limitation voire blocage de l'extension de genou.
- Instabilité du genou, parfois accompagnée de sensations de dérobement lors de la marche en ligne droite.

## Description

### Test de compression
- Installation du patient : le sujet doit être placé en décubitus ventral, et fléchir le genou à examiner à 90°.
- Manœuvre : l'examinateur empaume fermement le talon du patient et applique une pression du tibia sur le fémur, en se servant du poids de son corps. Ensuite, il applique des mouvements de rotation médiale et latérale répétée du tibia.
- Signes positifs : déclenchement d'une douleur en rotation médiale et/ou latérale, restriction ou excès d'amplitude de rotation.

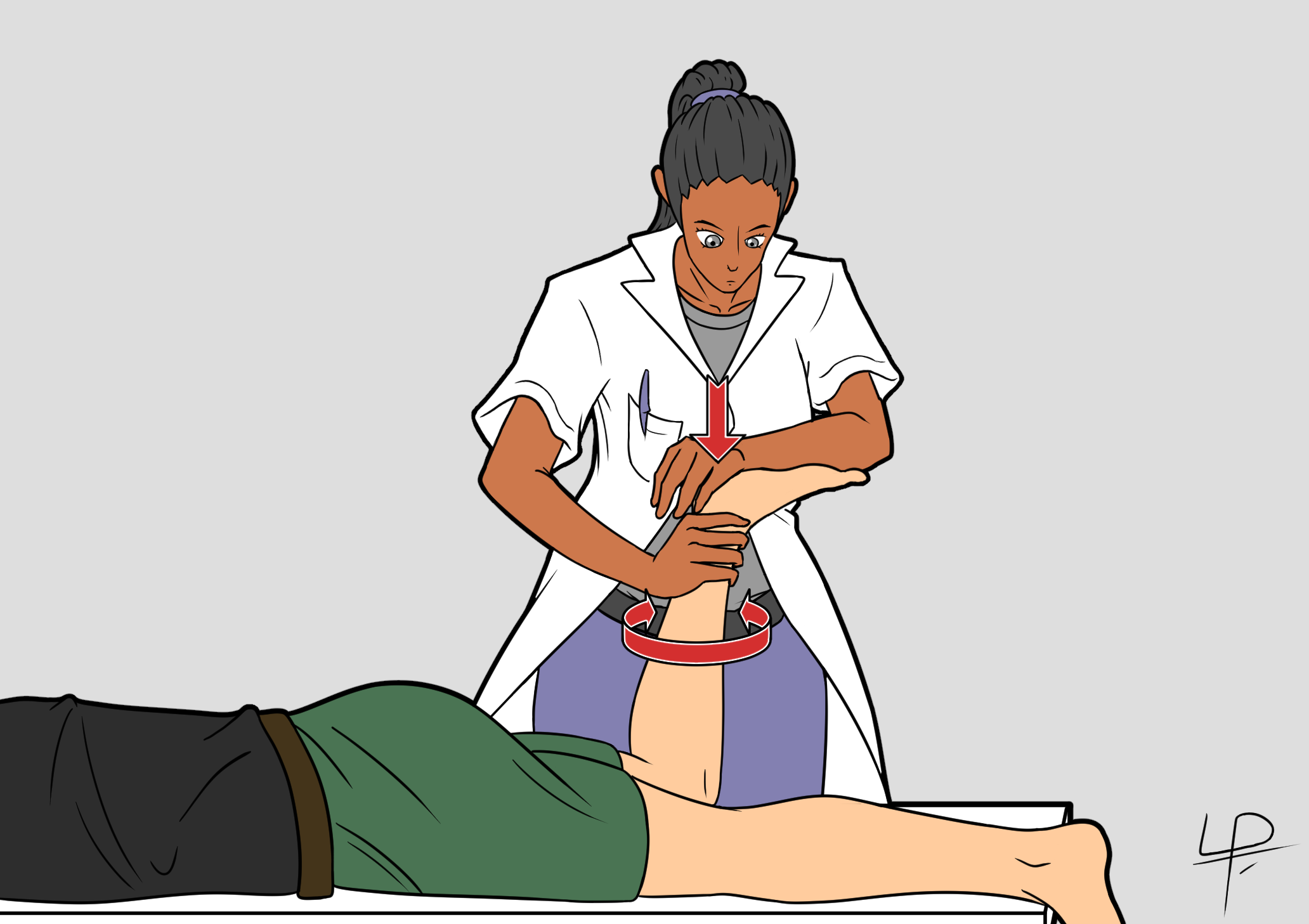
Test de compression d'Apley

### Test de distraction
- Installation du patient : identique à celle du test de compression, mais en plus, l'examinateur immobilise la cuisse du patient, à l'aide de sa main libre ou de son genou.
- Manœuvre : une fois la cuisse immobilisée, l'examinateur empoigne la cheville et effectue une traction du tibia par rapport au fémur. Ensuite, il effectue des mouvements de rotation médiale et latérale répétée du tibia.
- Signes positifs : identiques à ceux du test de compression.

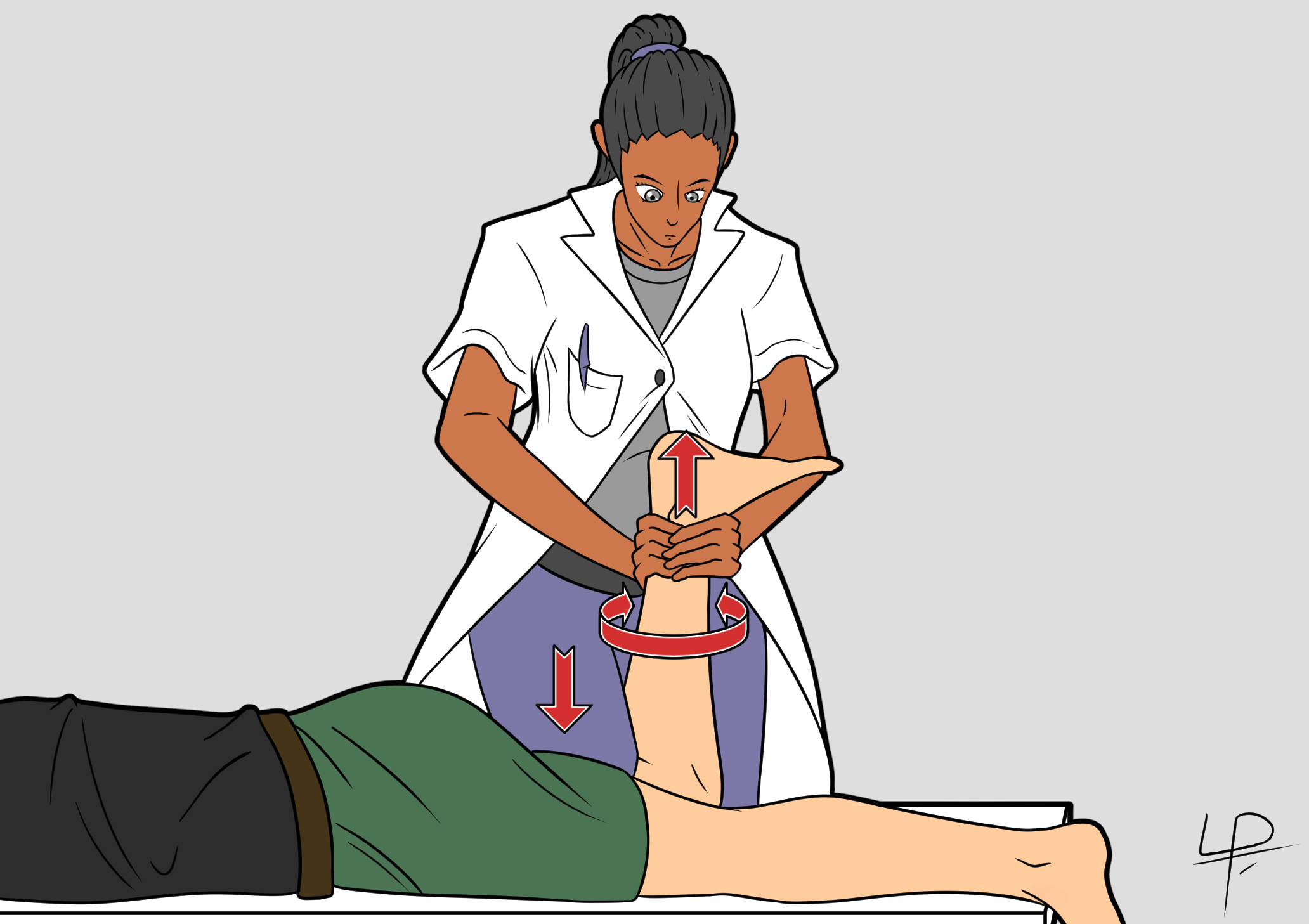

### Interprétation
On compare l'intensité de la douleur entre la manœuvre de compression et de distraction sur le même genou, et on compare l'amplitude articulaire en rotation du genou atteint par rapport au genou sain dans les deux manœuvres. 
L'étiologie méniscale est plus probable en cas de :
- Douleur plus importante lors du test de compression, par rapport au test de distraction sur le genou atteint.
- Limitation d'amplitude de la rotation lors du test de compression, par rapport au côté sain.

L'étiologie capsulo-ligamentaire est plus probable en cas de : 
- Douleur plus importante lors du test de distraction par rapport au test de compression sur le genou atteint.
- Excès d'amplitude de la rotation lors du test de distraction par rapport au côté sain[1].

## Sensibilité et spécificité
La validité de ces manœuvres pour orienter vers une étiologie méniscale ou capsulo-ligamentaire est très variable dans la littérature. On retrouve, de façon globale, une bonne spécificité.
| Auteurs                   | Sensibilité | Spécificité |
| ------------------------- | ----------- | ----------- |
| Hegedus et al.            | 60%         | 70%         |
| Pookarnjanamorakot et al. | 16%         | 100%        |
| Kurosaka et al.           | 13%         | 90%         |

## Culture

### Étymologie
Le Grinding Test d'Apley tient son nom du terme "Grinding" signifiant meulage en anglais, se rapportant aux mouvements de rotation et d'écrasement effectués lors du test de compression.
Son nom propre est celui du chirurgien orthopédiste britannique Alan Graham Apley[réf. souhaitée].

## Sources
1. 1 2 3  « Test d'Apley (distraction et compression) | Piriforme », sur www.piriforme.fr (consulté le 3 décembre 2020)
2. ↑  « FMPMC-PS - Orthopédie - Questions d’internat », sur www.chups.jussieu.fr (consulté le 3 décembre 2020)
3. ↑  Eric J. Hegedus, Chad Cook, Victor Hasselblad et Adam Goode, « Physical examination tests for assessing a torn meniscus in the knee: a systematic review with meta-analysis », The Journal of Orthopaedic and Sports Physical Therapy, vol. 37, no 9,‎ septembre 2007, p. 541–550 (ISSN 0190-6011, PMID 17939613, DOI 10.2519/jospt.2007.2560, lire en ligne, consulté le 3 décembre 2020)
4. ↑  Chathchai Pookarnjanamorakot, Thongchai Korsantirat et Patarawan Woratanarat, « Meniscal lesions in the anterior cruciate insufficient knee: the accuracy of clinical evaluation », Journal of the Medical Association of Thailand = Chotmaihet Thangphaet, vol. 87, no 6,‎ juin 2004, p. 618–623 (ISSN 0125-2208, PMID 15279338, lire en ligne, consulté le 3 décembre 2020)
5. ↑  M. Kurosaka, M. Yagi, S. Yoshiya et H. Muratsu, « Efficacy of the axially loaded pivot shift test for the diagnosis of a meniscal tear », International Orthopaedics, vol. 23, no 5,‎ 1999, p. 271–274 (ISSN 0341-2695, PMID 10653292, PMCID 3619761, DOI 10.1007/s002640050369, lire en ligne, consulté le 3 décembre 2020)
6. ↑  « grinding - English-French Dictionary WordReference.com », sur www.wordreference.com (consulté le 3 décembre 2020)